# Georg Hólm
Georg Hólm, född 6 april 1976, är basist i det isländska bandet Sigur Rós. Hólm är den mest framträdande bandmedlemmen inom media eftersom han talar närmare flytande engelska än någon annan i gruppen.